# Nowokusnezk
Nowokusnezk (russisch Новокузнецк; Ausspracheⓘ) ist eine russische Großstadt im Steinkohlerevier des Kusbass in der Oblast Kemerowo am Fluss Tom im Südwesten Sibiriens. Sie hat 528.000 Einwohner (Stand 2025) und liegt 308 km südlich der Gebietshauptstadt Kemerowo.

## Geschichte
Nowokusnezk wurde 1618 von Kosaken als Kusnezk (Кузнецк) gegründet. Anfangs bestand die Ortschaft aus einem befestigten Ostrog am Tom-Ufer, der seinen Namen Kusnezk der bevorzugten Beschäftigung der einheimischen Bevölkerung, der Eisenmetallurgie (russisch kusnez = „Schmied“), verdankte. 1622 erhielt die Festung erstmals Stadtrechte und diente noch bis zum 18. Jahrhundert als militärischer Stützpunkt an Russlands östlicher Grenze. Anfang des 19. Jahrhunderts verlor die Festung jedoch endgültig ihre militärische Bedeutung. Der Ort behielt jedoch seine Verwaltungsfunktion als Sitz eines gleichnamigen Ujesds, nach dessen Auflösung 1822 eines Okrugs und ab 1898 des wiederhergestellten Ujesds. Die Kleinstadt wurde inoffiziell auch als Kusnezk-Sibirski („Sibirisches Kusnezk“) bezeichnet, um Verwechslungen mit der in dieser Periode bedeutend größeren Stadt Kusnezk im europäischen Teil Russlands (Gouvernement Saratow) zu vermeiden.
Einen entscheidenden Wachstumsschub für den Ort gab es in den 1930er-Jahren. 1929 begann hier im Zuge der Industrialisierung der Sowjetunion die Errichtung eines Metallurgiekombinats, welches die industrielle Verarbeitung der in der Region vorhandenen Steinkohle und Erze aufnehmen sollte. Im Zuge des 1932 abgeschlossenen Baus des Kombinats vereinigten sich das ehemalige Kusnezk sowie mehrere angrenzende Ortschaften (darunter die Arbeitersiedlung Sad-Gorod) zu einer neuen Industriestadt, die 1931 ihre Stadtrechte erhielt. 1931 bekam die neue Stadt ihren heutigen Namen, wurde jedoch 1932 zu Ehren Josef Stalins in Stalinsk (Сталинск) umbenannt und hieß noch bis 1961 so, als die Stadt wieder den Namen Nowokusnezk (wörtlich „Neu-Kusnezk“) erhielt. Bis zu den 1960er-Jahren wurden in der Stadt weitere drei Metallurgie-Großbetriebe aufgebaut.
In Nowokusnezk bestand das Kriegsgefangenenlager 525, Stalinsk, für deutsche Kriegsgefangene des Zweiten Weltkriegs.

### Bevölkerungsentwicklung
| Jahr | Einwohner |
| ---- | --------- |
| 1897 | 3.117     |
| 1939 | 169.393   |
| 1959 | 376.730   |
| 1970 | 499.183   |
| 1979 | 541.356   |
| 1989 | 599.947   |
| 2002 | 549.870   |
| 2010 | 547.904   |

Anmerkung: Volkszählungsdaten

## Stadtgliederung

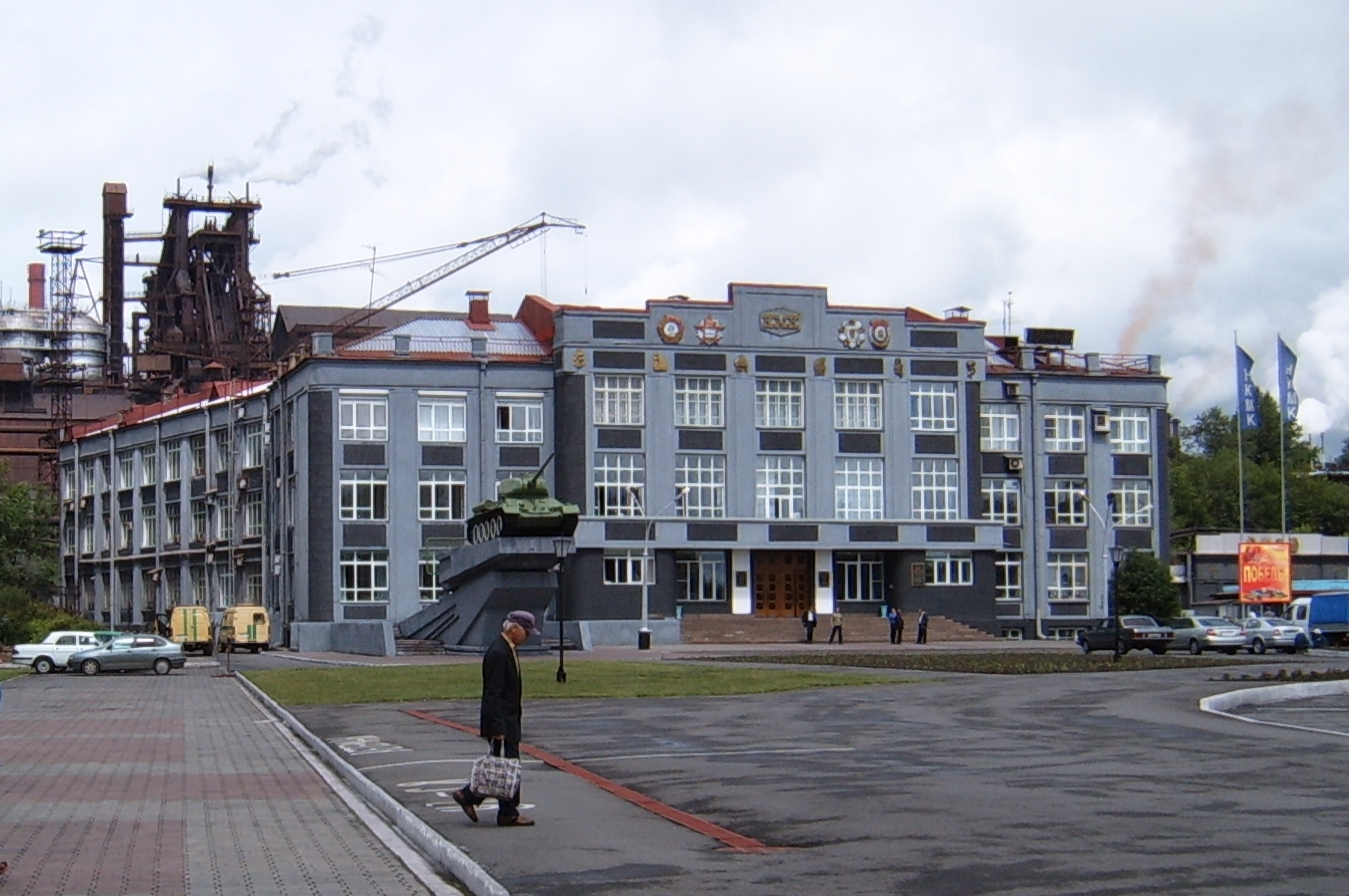
Nowokusnezker Metallurgiekombinat

Die Stadt Nowokusnezk ist verwaltungstechnisch in sechs Stadtbezirke (auch Stadtrajons genannt) unterteilt, die mit dem Stand vom 1. Januar 2007 die folgenden Einwohnerzahlen haben:
| Stadtrajon         | Russischer Name   | Einwohner (14. Oktober 2010) | Bemerkung                          |
| ------------------ | ----------------- | ---------------------------- | ---------------------------------- |
| Kuibyschewski      | Куйбышевский      | 79.121                       | Name bedeutet Rajon Kuibyschew     |
| Kusnezki           | Кузнецкий         | 50.390                       |                                    |
| Nowoiljinski       | Новоильинский     | 73.755                       |                                    |
| Ordschonikidsewski | Орджоникидзевский | 82.050                       | Name bedeutet Rajon Ordschonikidse |
| Sawodskoi          | Заводской         | 98.133                       | Name bedeutet Werksrajon           |
| Zentralny          | Центральный       | 164.455                      | Name bedeutet Zentraler Rajon      |

## Sehenswürdigkeiten

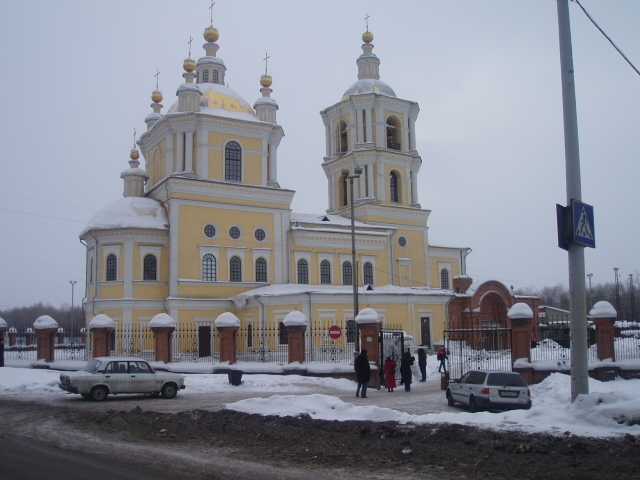
Die Erlöser-Verklärungskathedrale von Nowokusnezk

Trotz einer Vielzahl von Industriebetrieben gilt Nowokusnezk als eine vergleichsweise grüne Stadt, da das Zentrum beim Bau in den 1930er-Jahren gemäß den Idealen einer Gartenstadt entwickelt wurde. Neben einer Vielzahl von Gebäuden aus den 1930er-Jahren und der Nachkriegszeit sind in Nowokusnezk mit der Erlöser-Verklärungskathedrale (Спасо-Преображенский собор) und der ehemaligen Kusnezker Festung zwei markante Bauwerke der Zarenzeit erhalten geblieben. Die Erlöser-Verklärungskathedrale in ihrer heutigen Gestalt wurde in den Jahren 1792–1835 erbaut und gilt als Beispiel des sogenannten „sibirischen Barocks“, das sonst nur in alten sibirischen Städten wie Irkutsk, Tomsk oder Tobolsk anzutreffen ist.

## Wirtschaft

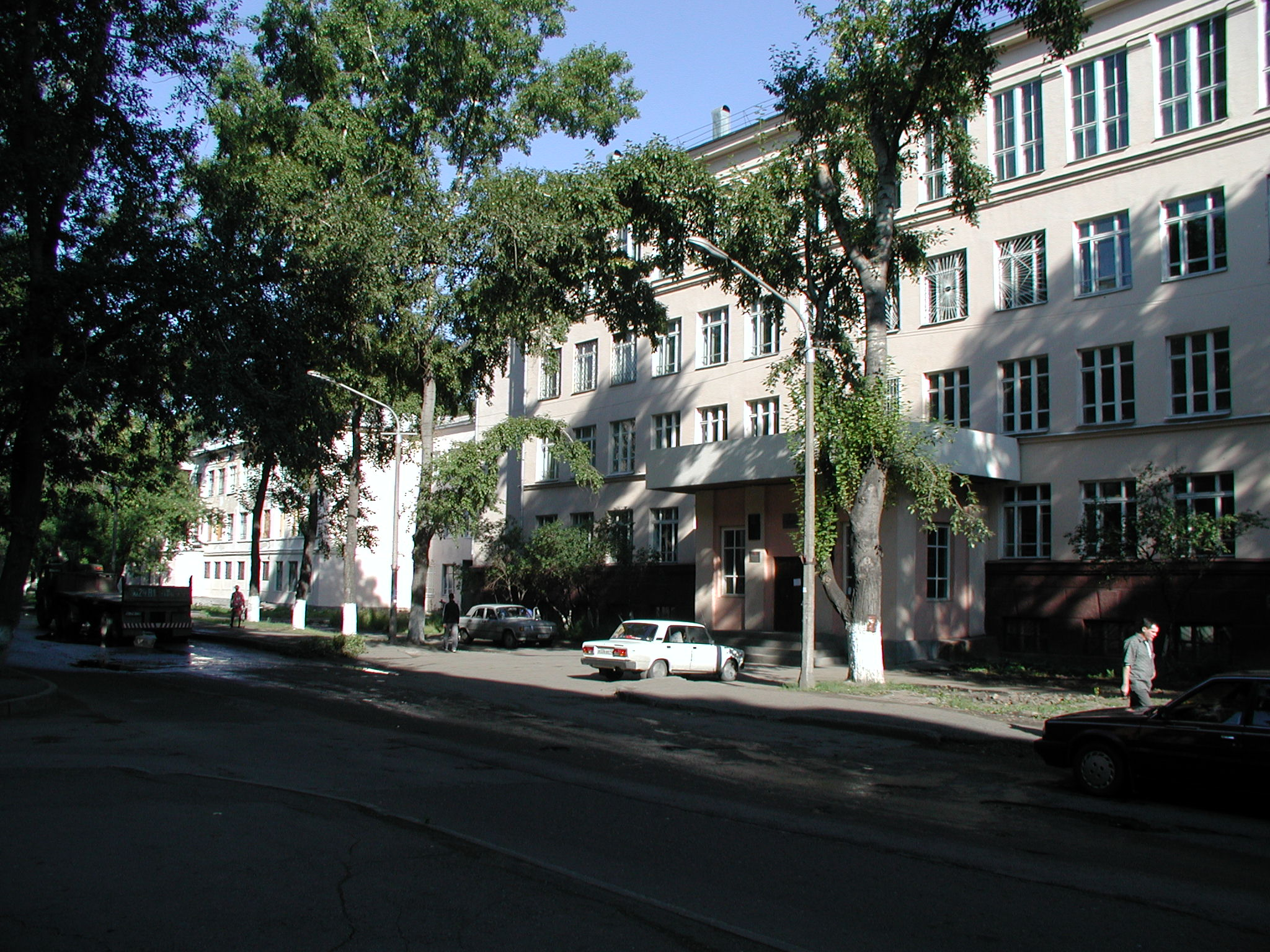
Pädagogische Hochschule in Nowokusnezk

Nowokusnezk ist eines der größten Industriezentren Westsibiriens. Hier befinden sich die beiden Metallurgiekombinate Kusnezk (gegründet 1929) und Westsibirien (1961), die beide zu den größten russischen Herstellern von Eisenbahnschienen gehören, außerdem das Nowokusnezker Aluminiumwerk, die Nowokusnezker Fabrik für Eisenlegierungen, mehrere Steinkohlebergwerke des Kusnezker Beckens, Maschinenbaubetriebe, Nahrungsmittelfabriken und zwei Heizkraftwerke. Aufgrund der Vielzahl der Industrieobjekte und deren relativ hohen Schadstoffausstoßes gilt die Umweltsituation in Nowokusnezk als überaus angespannt.

## Unglücke in Kohlebergwerken
Am 19. März 2007 ereignete sich in der Uljanowskaja-Mine eine schwere Methangas-Explosion, bei der 110 Bergarbeiter zu Tode kamen. Die Mine war erst im Jahr 2002 in Betrieb genommen worden und gehört zum Imperium des Oligarchen Roman Abramowitsch.
Am 24. Mai 2007 ereignete sich erneut ein schweres Grubenunglück in Nowokusnezk. Bei einer Methangas-Explosion in einem Bergwerk unweit des schon im März 2007 von einer Methangas-Explosion betroffenen Schachts kam es in 500 Metern Tiefe zu einer Verpuffung, der 38 Bergarbeiter zum Opfer fielen. Zum Zeitpunkt der Detonation befanden sich 217 Arbeiter unter Tage. 179 Bergleute konnten gerettet werden. Die zu hohen und somit gefährlichen Methangaskonzentrationen sollen den Bergwerksbetreibern bekannt gewesen sein.

## Verkehr
In den 1950er und 1960er Jahren wurden von der Transsib ausgehend mehrere Stichbahnen nach Norden und Süden angelegt, um die Holzeinschlaggebiete der Taiga und die Getreidekammern der Steppe besser anzubinden. So entstand etwa die Südsibirische Bahn von Jurga über Barnaul, Nowokusnezk und Abakan bis Taischet. Heute ist Nowokusnezk ein bedeutender Eisenbahnknoten. Direkte Zugverbindungen existieren beispielsweise nach Kemerowo, Meschduretschensk und Nowosibirsk. Auch Fernzüge aus Moskau halten hier.
Der internationale Flughafen Nowokusnezk befindet sich 18 km westlich der Stadt. Das städtische öffentliche Verkehrsnetz besteht aus rund 70 Linien, darunter auch Straßenbahn- und Trolleybuslinien.

## Bildung
Nowokusnezk ist Sitz der 1930 gegründeten Sibirischen Staatliche Industrieuniversität (russisch: Сибирский государственный индустриальный университет, abgekürzt СибГИУ), des Kusbass Instituts der föderalen Dienst für die Ausführung von Strafen (FSIN) und eines orthodoxen theologischen Seminars sowie Sitz von Zweigstellen bzw. Instituten der Staatlichen Universität Kemerowo, der Staatlichen Technischen Universität des Kusbass, der Staatlichen Universität für Architektur und Bauwesen in Tomsk sowie des Instituts für Außenwirtschaftsbeziehungen, Recht und Wirtschaft in St. Petersburg.

## Sport
Die Eishockeymannschaft von Metallurg Nowokusnezk spielt in der Kontinentalen Hockey-Liga, die Fußballer des Vereins FK Metallurg Nowokusnezk sind in der 1. Division aktiv.

## Nowokusnezk in der Belletristik
Der Bau des Metallurgiekombinats Kusnezk ist Thema des 1933 erschienenen Romans „Der zweite Tag“ (День второй) von Ilja Grigorjewitsch Ehrenburg.

## Städtepartnerschaften
Nowokusnezk listet folgende Partnerstädte auf:
- Dallas, Vereinigte Staaten
- Nischni Tagil, Russland
- Pittsburgh, Vereinigte Staaten
- Saporischschja, Ukraine
- Birmingham, Vereinigtes Königreich

## Personen

### Söhne und Töchter der Stadt
- Walentin Bulgakow (1886–1966), Bibliograph, Privatsekretär von Leo Tolstoi
- Wladimir Kreiter (1897–1966), Geologe und Hochschullehrer
- Wladimir Manejew (1932–1985), Ringer
- Walentin Olenik (1939–1987), Ringer
- Arkady Vainshtein (* 1942), russischstämmiger US-amerikanischer theoretischer Physiker
- Anatoli Sintschenko (* 1949), Fußballspieler
- Michail Jewdokimow (1957–2005), Schauspieler
- Vytautas Račkauskas (* 1961), litauischer Politiker
- Alexander Spessiwzew (* 1970), Serienmörder und Kannibale
- Andrei Fetissow (* 1972), Basketballspieler
- Gata Kamsky (* 1974), Schachgroßmeister
- Maxim Pitschugin (* 1974), Skilangläufer
- Nikita Morgunow (* 1975), Basketballspieler
- Wladimir Wilissow (* 1976), Skilangläufer
- Jewgeni Tschigischew (* 1979), Gewichtheber
- Oksana Pal (* 1980), Handballspielerin
- Artjom Tschernow (1982–2020), Eishockeyspieler
- Ksenia Roos (* 1984), Schachspielerin
- Natalie Hagel (* 1985), Handballspielerin
- Elena Pirozhkova (* 1986), US-amerikanische Ringerin
- Iwan Poloschkow (* 1986), Eishockeytorwart
- Kostjantyn Miljajew (* 1987), ukrainischer Wasserspringer
- Kirill Skatschkow (* 1987), Tischtennisspieler
- Sergei Bobrowski (* 1988), Eishockeytorwart
- Jelena Prostewa (* 1990), Skirennläuferin
- Maxim Kizyn (* 1991), Eishockeyspieler
- Yaroslav Likhachev (* 1991), Jazzmusiker
- Dmitri Orlow (* 1991), Eishockeyspieler
- Sachar Arsamaszew (* 1992), Eishockeyspieler
- Iwan Telegin (* 1992), Eishockeyspieler
- Pawel Siljagin (* 1993), Boxer
- Iwan Nalimow (* 1994), Eishockeytorwart
- Ilja Sorokin (* 1995), Eishockeytorwart
- Iwan Starostin (* 1996), russisch-georgischer Eishockeytorwart
- Kirill Kaprisow (* 1997), Eishockeyspieler
- Alexander Melichow (* 1998), Fußballspieler
- Anastassija Silantjewa (* 1998), Skirennläuferin

### Weitere Persönlichkeiten
- Fjodor Dostojewski (1821–1881), heiratete in Kusnezk 1857 seine erste Frau Maria Issajewa